# 2022-es magyar teniszbajnokság
A 2022-es magyar teniszbajnokság a százhuszonharmadik magyar bajnokság volt. A bajnokságot szeptember 25. és október 1. között rendezték meg Budapesten, az óbudai Nemzeti Edzésközpontban.

## Eredmények
| Versenyszám  | Arany                                                 | Arany | Ezüst                                                       | Ezüst | Bronz | Bronz |
| ------------ | ----------------------------------------------------- | ----- | ----------------------------------------------------------- | ----- | --- | ----- |
| Férfi egyéni | Nagy Péter PG Tenisz                                  |       | Kovács Márk MTK                                             |       | Sztasák Jonatán Tenisz MűhelyBartakovics Marcell Kőszegi TK                                                             |       |
| Női egyéni   | Drahota-Szabó Dorka Sportmánia Egyesület              |       | Tóth Amarissa Kiara Vasas SC                                |       | Böröczky Emília Bebto TeamMolnár Kitti MTK                                                                              |       |
| Férfi páros  | Borsos Gábor, Nagy Péter Siófoki Spartacus, PG Tenisz |       | Kisantal Botond, Sávay Zalán Sándor Tenisz Műhely, Vasas SC |       | Hornung Gábor, Kurucsai Dominik Vasas SC, Kiskút TKHéjjas Csongor, Gombás Péter Budaörsi SC, Kiskút TK                  |       |
| Női páros    | Bíró Melinda, Kis-Czakó Eszter Gellért SE             |       | Badics Mila, Molnár Kitti Kiskút TK, MTK                    |       | Finak Eszter Dorka, Punyi Anna Krisztina Medikus SE, Debreceni EACBerényi Eszter, Mihálka Zsófia Tenisz Műhely, Alfa TI |       |